# チュムポーン駅
チュムポーン駅（チュムポーンえき、タイ語:สถานีรถไฟชุมพร）は、タイ王国南部チュムポーン県ムアンチュムポーン郡にある、タイ国有鉄道南本線の駅である。

## 概要
チュムポーン駅はタイ王国南部チュムポーン県の県庁所在地であり、人口約15万人が暮らすムアンチュムポーン郡にあるタイ国有鉄道南本線の鉄道駅である｡町の中心部に位置する為、利便性が良い。駅の正面側（東側）が、市街地である。
一等駅であり、特急列車を含む全ての列車が停車する駅でもある。この為列車本数も多く1日に24本（12往復、うち1往復は当駅折り返し。2025年現在）の列車が発着するが、大半は利用しにくい早朝、深夜である。（7:00から19:00の時間の発着は2往復のみ）
なお、当駅は寝台列車も停車し、16時ナコーンシータンマラート駅発、翌6:10分クルンテープ・アピワット中央駅着の列車（QSY型ディーゼル機関車 5200形・中国製）も22:08分に当駅に停車し乗客を乗せる。

## 歴史
タイ国有鉄道南本線は東北本線、北本線に次ぐ3番目の幹線として着工された。旧トンブリー駅 - ペッチャブリー駅間（150.49km）が1903年6月19日に開業したのを皮切りに、南北3か所（ペッチャブリー駅、ソンクラー駅、カンタン駅）より同時に延伸工事が開始され、1916年9月1日に当駅にて南北からの路線工事が完了し接続された。。
太平洋戦争の戦域拡大に伴い、軍用のクラ地峡横断鉄道が当駅を起点に建設され、1943年に開通した。帝国陸軍の作戦支援に供されたが連合軍機の空爆を受けて末期には機能不全に陥り、終戦とともに撤去された。
- 1903年6月19日 【開業】旧トンブリー駅 - ペッチャブリー駅 (150.49km)
- 1911年9月6日 【開業】ペッチャブリー駅 - チャアム駅 (36.57km)
- 1911年11月25日 【開業】チャアム駅 - フワヒン駅 (25.93km)
- 1914年1月1日 【開業】フワヒン駅 - ワンポン駅 (19.86km)
- 1914年6月1日  【開業】ワンポン駅 - プラチュワップキーリーカン駅 (69.48km)
- 1915年12月1日 【開業】プラチュワップキーリーカン駅 - バーンクルット駅 (58.2km)
- 1915年3月15日 【開業】バーンクルット駅 - バーンサパーンヤイ駅 (15.99km)
- 1916年7月17日 【開業】チュムポーン駅 - バーンナ駅 (193.81km)
- 1916年9月1日 【開業】バーンサパーンヤイ駅 - チュムポーン駅 (92.01km)
- 1943年12月25日 【開業】クラ地峡横断鉄道 チュムポーン駅-カオファーチー (90.82km)
- 1945年8月 【廃止】クラ地峡横断鉄道
- 2024年8月12日 【複線化】ナコーンパトム駅 - チュムポーン駅[2][3]

## 駅構造

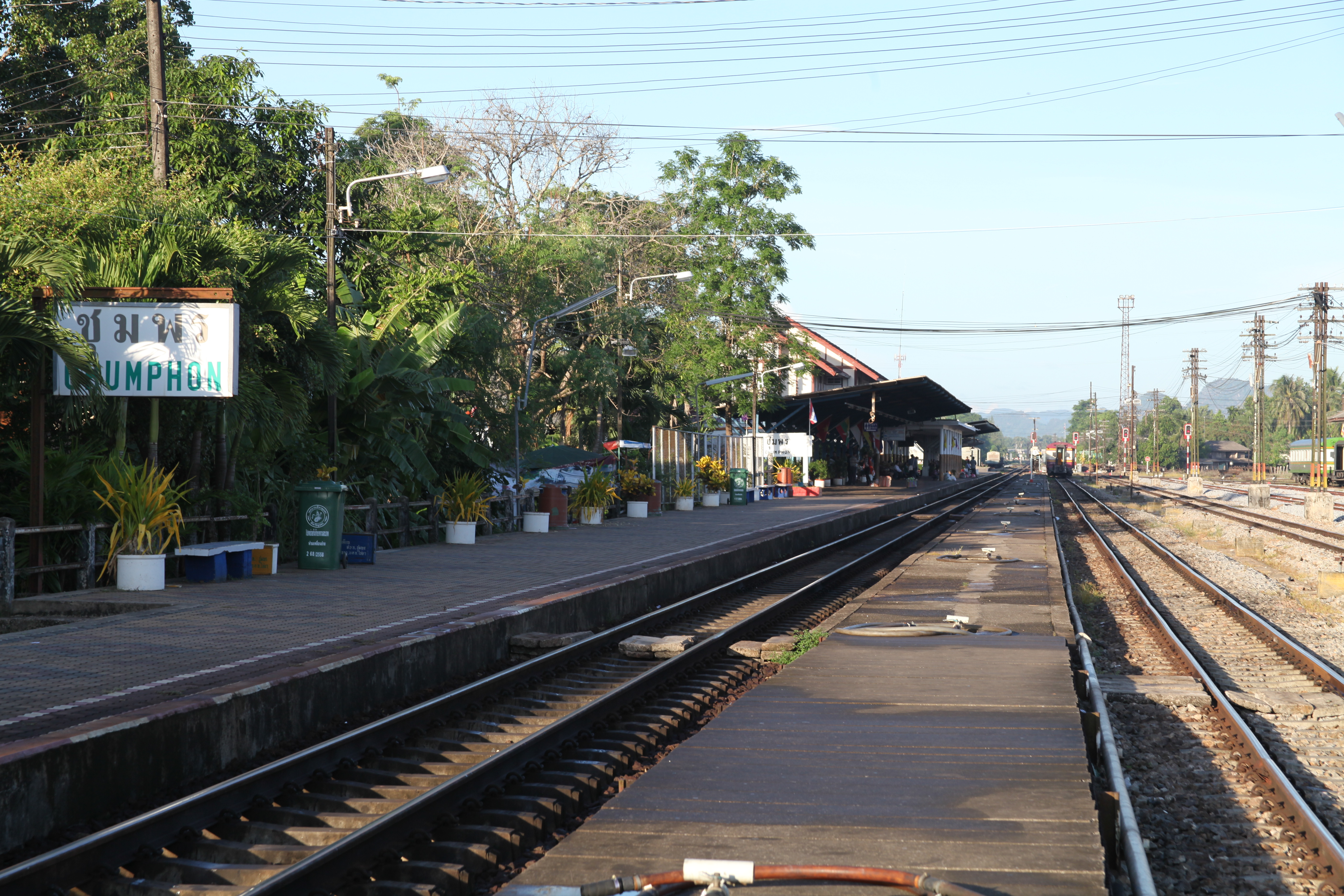
チュムポーン駅構内

2024年に完成した南本線複線化事業（ナコーンサワン - チュムポーン間）に伴い拡張された。
単式1面1線及び島式2面の複合型ホーム、計3面5線（完成時）をもつ地上駅であり、駅舎はホームに面している。

また、旧駅舎に隣接した新駅舎がほぼ完成している。

## 駅周辺
- チュムポーンバスターミナル (700m)

### チュムポーン工場
当駅に隣接して西側に、タイ国有鉄道のチュムポーン工場がある。ディーゼル機関車、気動車、客車、貨車の修理、整備をおこなっている。工場内は常に各種車輛で賑わっている。

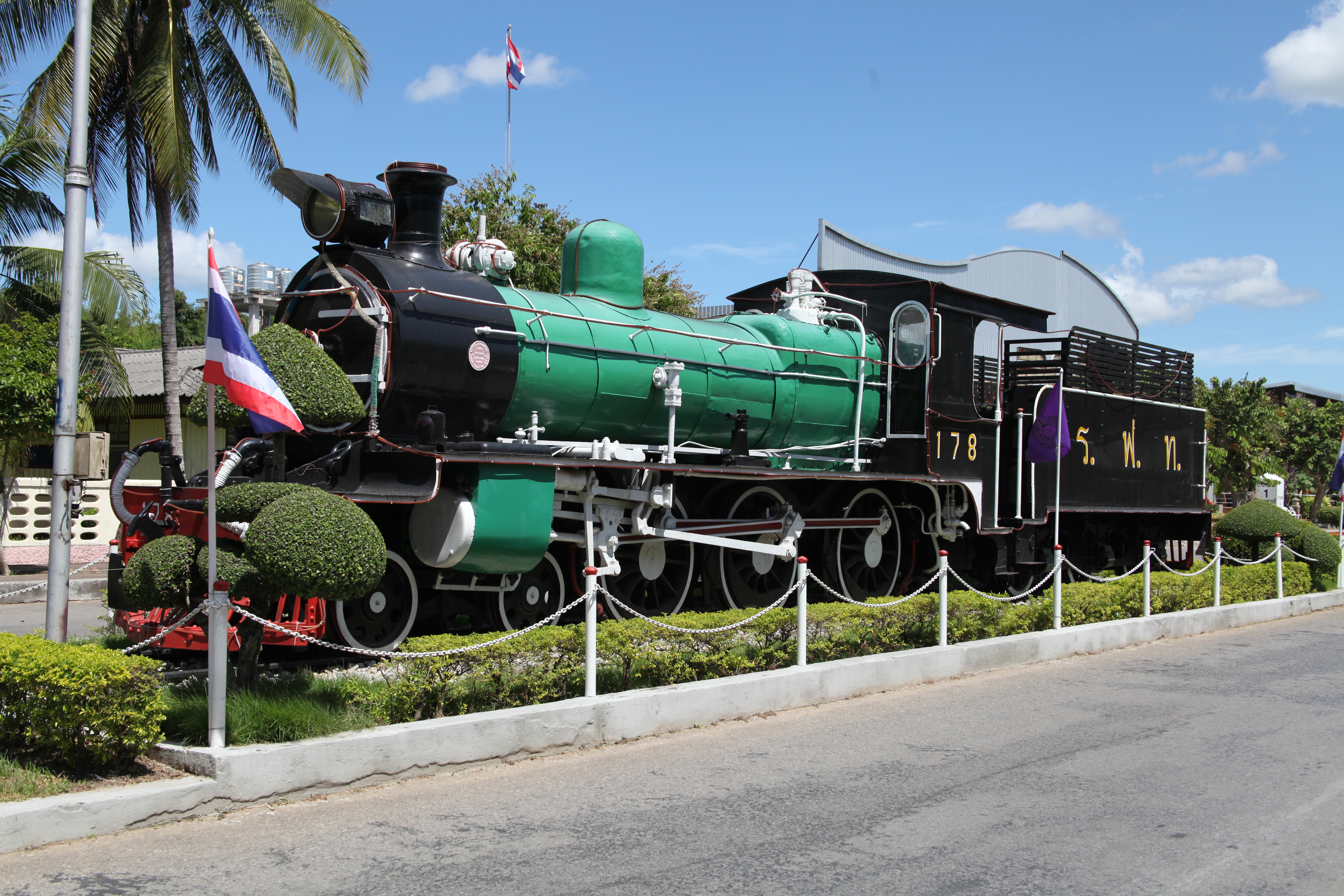
タイ国鉄蒸気機関車178号機

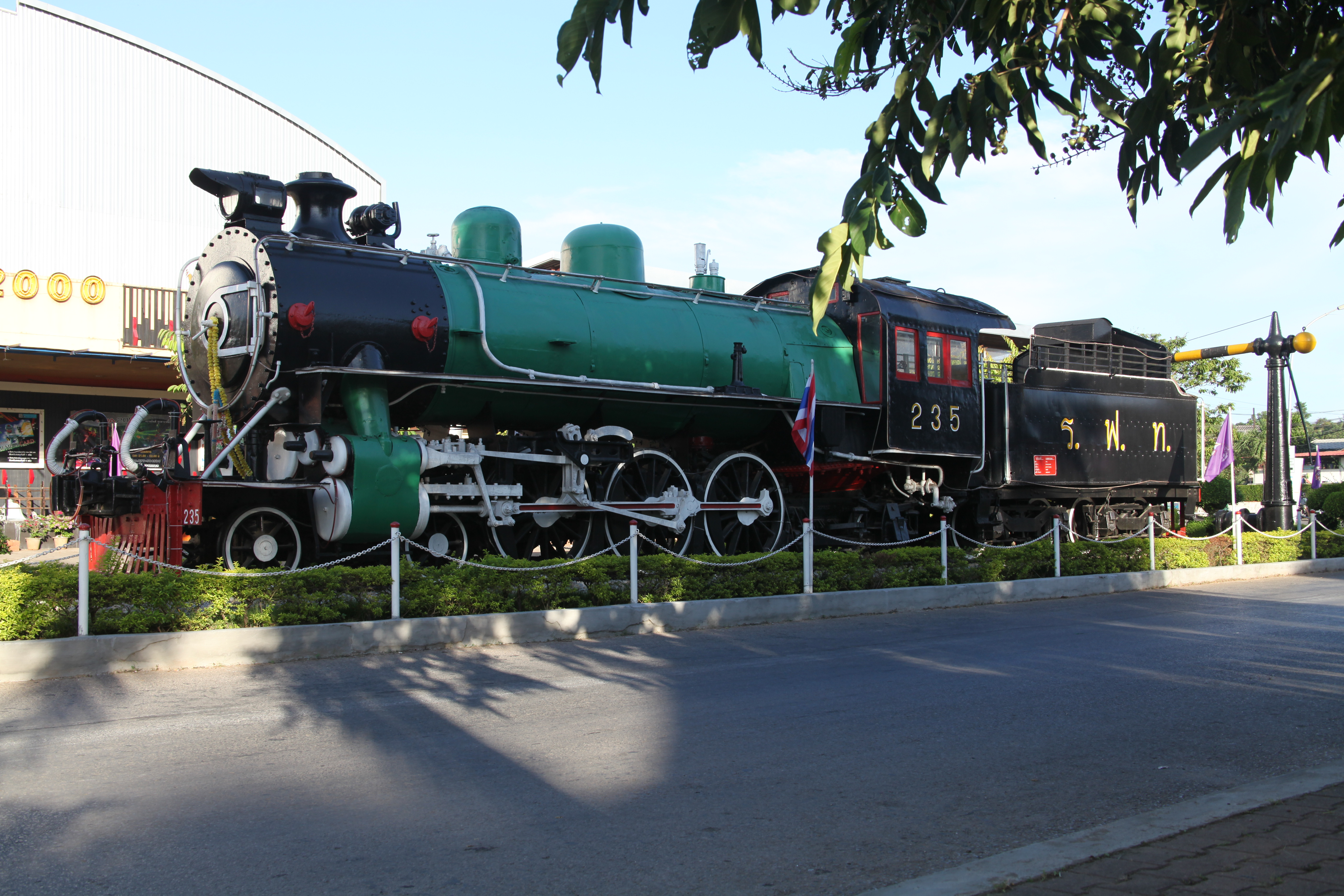
タイ国鉄蒸気機関車235号機

駅前に退役した蒸気機関車178号機（1919年N.B.L.Co.Hyde.Park製、製造番号21810）、235号機（1926年Baldwin製、製造番号59441）が静態保存されている。